# Vladimír Leitner
Vladimír Leitner (Žilina, 28 giugno 1974) è un ex calciatore slovacco, di ruolo difensore.

## Carriera

### Club
Debutta da calciatore professionista nella squadra della sua città, lo Žilina, squadra in cui ritorna nel 2006, e di cui è stato capitano.

### Nazionale
Conta 24 presenze con la Nazionale slovacca.

## Palmarès
- Coppa di Slovacchia: 3

Spartak Trnava: 1997-1998
Dukla Banská Bystrica: 2004-2005
Zilina: 2012
- Supercoppa di Slovacchia: 3

Spartak Trnava: 1998
Žilina: 2007, 2010
- Coppa della Repubblica Ceca: 1

Teplice: 2002-2003
- Campionato slovacco: 2

Žilina: 2006-2007, 2009-2010